# Stichopogon venustus
Stichopogon venustus är en tvåvingeart som beskrevs av Richter 1963. Stichopogon venustus ingår i släktet Stichopogon och familjen rovflugor. Inga underarter finns listade i Catalogue of Life.